# Тюлени
Тюле́ни — общее название двух семейств млекопитающих, полифилетическая группа, ранее относимая вместе с моржовыми (Odobenidae) в отдельный отряд ластоногих (Pinnipedia), который по современным представлениям считается устаревшим и исключён из систематики.
Тюленями называют представителей семейств ушастых тюленей (Otariidae) и настоящих тюленей (Phocidae). У обеих групп обе пары конечностей преобразованы в ласты, вооружённые когтями; задние ласты направлены назад. Ушастые тюлени, вероятно, произошли от примитивных медведеобразных, настоящие — по-видимому, от примитивных куньих. У настоящих тюленей нет ушных раковин; задние ласты служат для передвижения в воде. У ушастых тюленей для передвижения в воде служат передние конечности, а задние в воде служат рулями, а на суше подгибаются вперёд и поддерживают массивное тело. Насчитывается около 20 видов из 12 родов.
Распространены широко; особенно многочисленны в приполярных широтах. Большинство видов образует на льдах залёжки (на период размножения и линьки). Беременность, как правило, длится около года.

## Некоторые виды тюленей

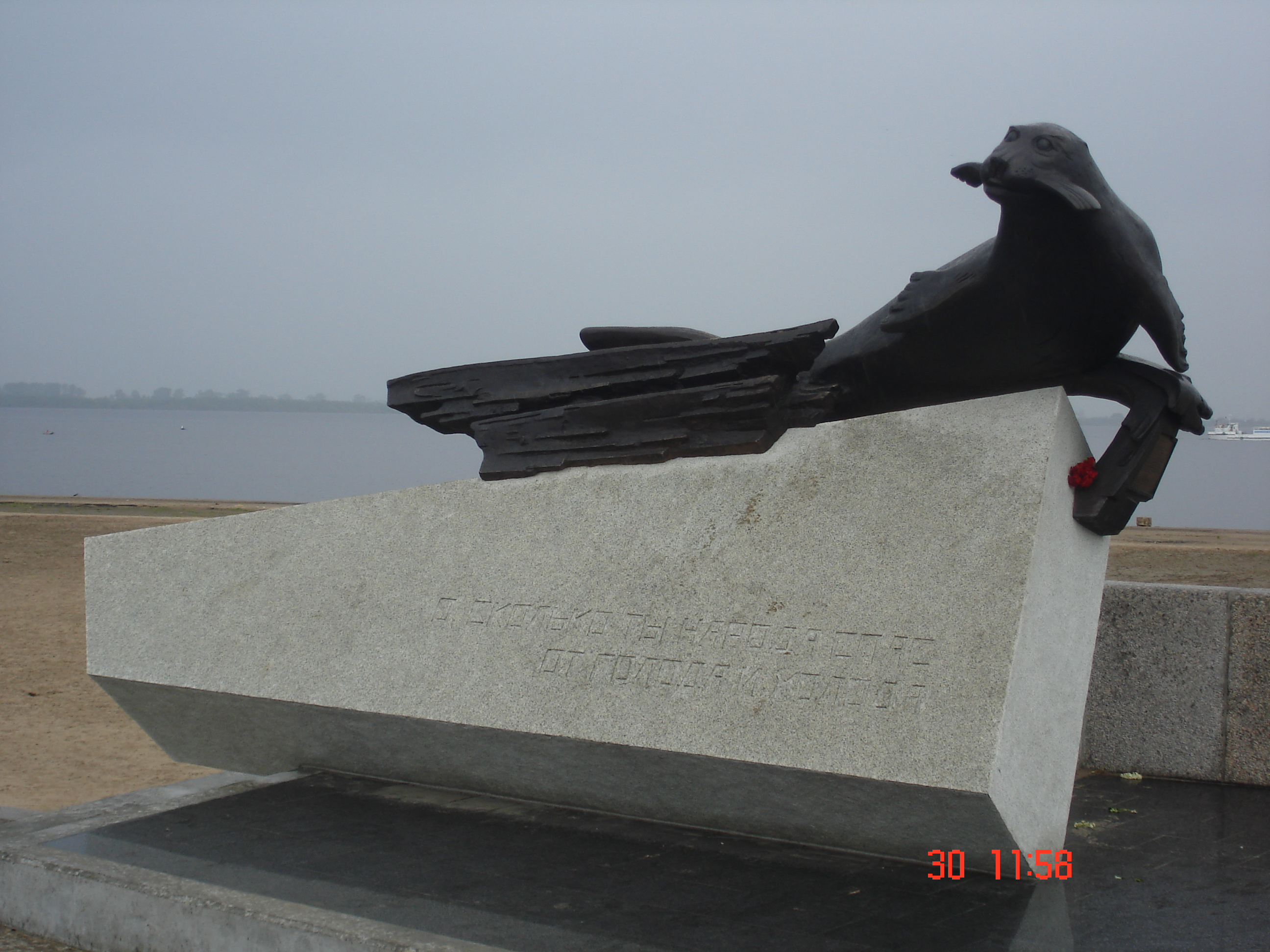
Памятник тюленю в г. Архангельске

- Гренландский тюлень
- Полосатый тюлень (крылатка)
- Кольчатая нерпа (акиба)
- Ларга (пятнистый тюлень)
- Морской заяц (лахтак)
- Тюлень-монах
- Байкальская нерпа
- Каспийская нерпа
- Морской слон
- Морской леопард